# よい国のニュース
『よい国のニュース』（よいくにのにゅーす、英称:good news can change the world=よいニュースは世界を変えることができる）は、BS日テレで放送された日本テレビ製作の報道番組である。CS放送の日テレNEWS24でも同時ネットで放送された。

## 概要
「ニッポンを元気に!」をキャッチ・コピーとして、日本国民が元気になる・心温まる・嬉しくなる・笑ってしまうような明るいニュースを伝えることをコンセプトに日本各地の旬なグッドニュースとそれまでの一般的な報道番組ではあまり報じられなかった世界中のグッドニュースを毎週生放送で伝えていた報道番組である。

## 放送時間
※すべて日本時間で表記する。
- 2010年4月9日 - 同年10月1日…毎週金曜日22:30 - 23:00（30分）
- 2010年10月9日 - 2012年3月31日…毎週土曜日18:00 - 18:54（54分）

## 出演者
| 期間      | 期間      | 司会     | 司会       | ニュース |
| --------- | --------- | -------- | ---------- | -------- |
| 2010.4.9  | 2010.10.1 | 小西克哉 | 川原亜矢子 | （不在） |
| 2010.10.9 | 2011.3.26 | 小西克哉 | 竹内優美   | 森富美   |
| 2011.4.2  | 2011.6.25 | 小西克哉 | 竹内優美   | 豊田順子 |
| 2011.7.2  | 2012.3.31 | 小西克哉 | 高樹千佳子 | 豊田順子 |

## 備考
- BS日テレでの放送が休止となった場合、日テレNEWS24（CS）では、『ニュース30+』を19:00まで放送を延長する編成で対応していた。